# Popielno (voïvodie de Warmie-Masurie)
Popielno [pɔˈpjɛlnɔ] (allemand : Spirding ; jusqu'en 1928 : Popiellnen) est une localité de la gmina de Ruciane-Nida, dans le powiat de Pisz, dans la voïvodie de Varmie-Mazurie, dans le nord de la Pologne. Le village se trouve à environ 13 kilomètres au nord de Ruciane-Nida, 20 km au nord-ouest de Pisz, et 74 km à l'est de la capitale régionale Olsztyn.
Il compte 180 habitants.

## Réserve de Konik

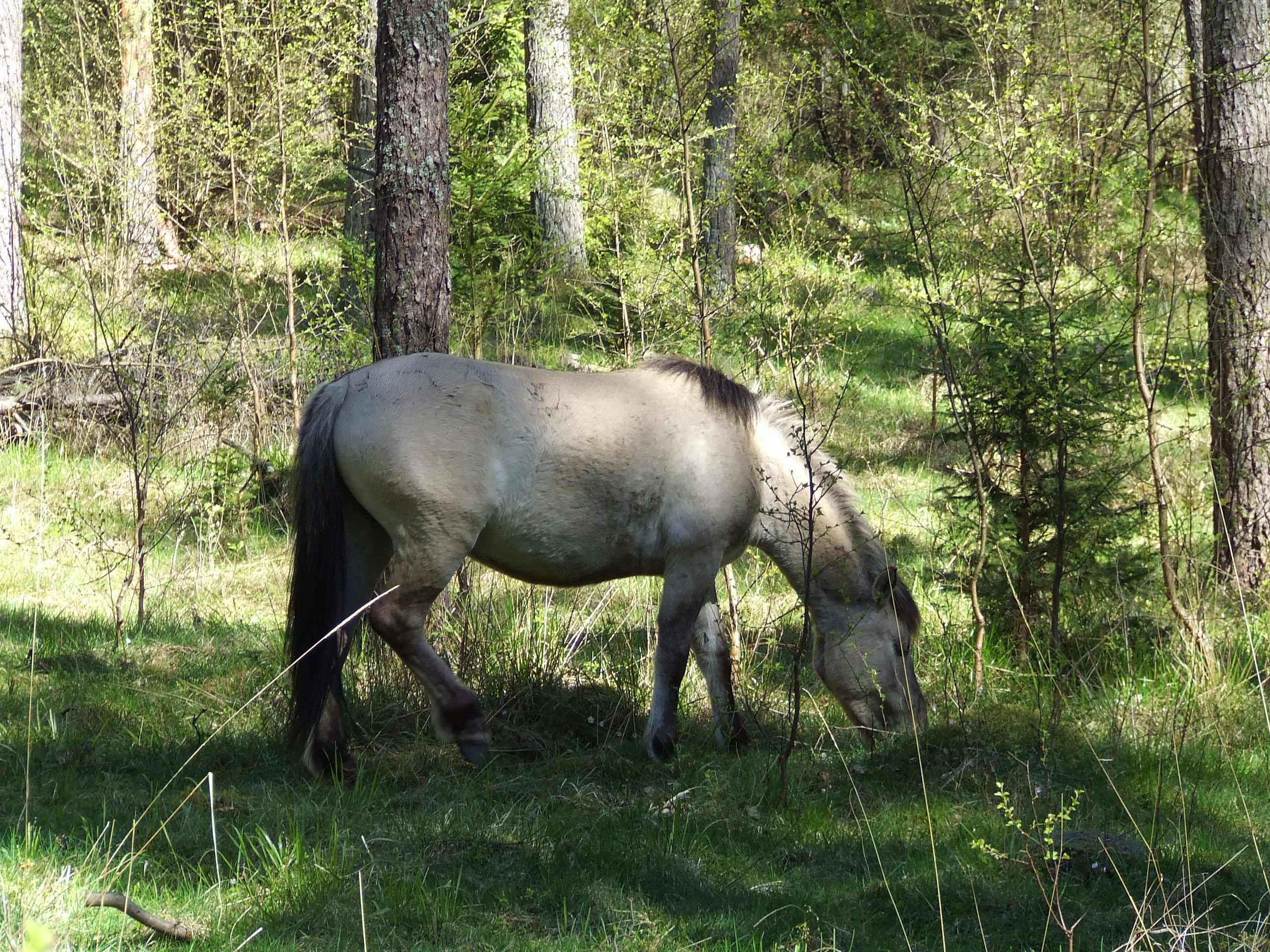
Un Konik de la réserve de Popielno.

Le village compte une réserve hébergeant une vingtaine de chevaux de race Konik. Ces animaux sont arrivés en 1955, après la mort du professeur Tadeusz Vetulani.